# Ana Kalandadze
Ana Kalandadze (géorgien : ანა კალანდაძე ) (15 décembre 1924 - 11 mars 2008) est une poétesse géorgienne.

## Biographie

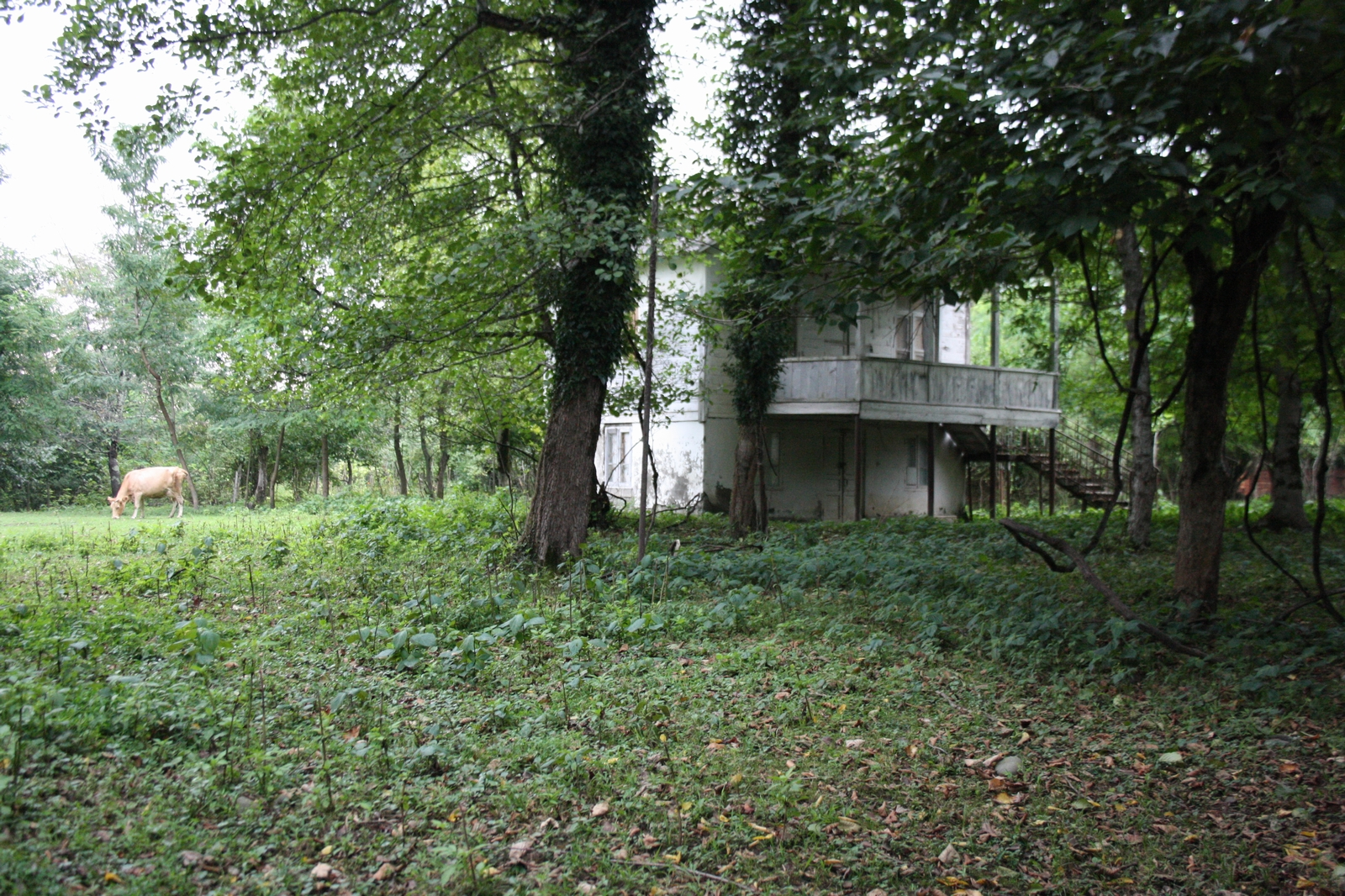
Khidistavi - Maison natale d' Ana Kalandadze

Kalandadze est née dans le village de Khidistavi près de Tchokhataouri, en Gourie, au sud-ouest de la Géorgie. Elle est fille d'un scientifique et d'une enseignante. Elle est diplômée de la faculté de philologie de l'université d'État de Tbilissi en 1946, se spécialisant en étude des langues du Caucase, et publie ses premiers poèmes la même année,, découverte et mise en avant par Simon Tchikovani. En 1952, elle commence à travailler à l'institut de linguistique Arnold Tchikobava, où elle participe à l'élaboration du dictionnaire national géorgien.
Elle traduit également de nombreuses poésies russes et européennes. Elle est membre de la commission permanente pour la langue géorgienne et participe au conseil d'administration de l'Union des auteurs géorgiens, à partir de 1946, et du Conseil académique de l'institut de linguistique. 
Elle publie six recueils de poèmes entre 1953 et 1985. Elle est en parallèle active politiquement : elle est élue deux fois au conseil municipal de Tbilissi et trois fois au conseil des travailleurs de la ville.
Donald Rayfield commente à son sujet qu'elle a écrit environ 700 poèmes qui s'illustrent par leur approche stoïque de la vie, se rebellant très peu contre l'ordre des choses et n'offensant jamais le gouvernement soviétique.
Plusieurs de Kalandadze sur des thèmes patriotiques et romantiques ont été transformés en chansons populaires.
Elle meurt en 2008 des suites d'un accident vasculaire cérébral et a été enterrée au Panthéon de Mtatsminda.

## Postérité
Les poèmes d'Ana Kalandadze ont été traduits notamment en russe , en anglais , en français , et en polonais, et ils ont été mis en musique au début des années cinquante par la compositrice Meri Davitashvili . Une initiative qui a été reprise, notamment par les artistes Givi Tsitsishvili, Tariel Bakradze, Jemal Beglarishvili, et Kakha Tsabadze.